# 大克魯什林齊
49°14′1″N 28°43′41″E / 49.23361°N 28.72806°E
大克魯什林齊（烏克蘭語：Великі Крушлинці），是烏克蘭的村落，位於該國西南部文尼察州，由文尼察區負責管轄，始建於1777年，面積1.64平方公里，海拔高度265米，2001年人口980，人口密度每平方公里597.93人。